# Bach János
Bach János (1866/67 − Budapest, 1925. március 8.) magyar építész.

## Élete
Életéről kevés adat ismert. Budapesten működött a 20. század elején, több historizáló és szecessziós bérház tervezése fűződik a nevéhez.
Szülei Bach Péter és Kollet Erzsébet. Testvére Bach Jakab (Rácszentmiklós, Torontál megye, 1873? – Bp., 1902. július 31.) lakatossegéd.

## Ismert épületei
- 1903–1904: Schwendtner-bérház, Budapest, Csanády u. 7. / Visegrádi u. 37.[7]
- 1904–1905: Schwendtner-bérház, Budapest, Visegrádi u. 39. (Knötgen Gusztávval közös munka)[8]
- 1908–1909: Korall Házépítő Szövetkezet bérháza, Budapest, Balzac u. 21. / Pannónia u. 31. (Knötgen Gusztávval közös munka)[9][10]
- 1910: lakóház, Budapest, Villányi út 9.[11][12]
- 1910–1911: Schmalz-udvar, Budapest, Ráday utca 26.[13][14]
- 1912: Bertók Mihály bérháza és kovácsműhelye, Budapest, Ferenc tér 4.[15]
- 1912: Gerstenberger-bérház, Budapest, Bokréta utca 28.[16]
- 1913: lakóház, Budapest, Bertalan Lajos utca 26.[17]
- 1914: Schneller Jenő bérháza, Budapest, Karinthy Frigyes utca 4-6.[18]

### Síremlékek
- 1916: Bartha János síremléke, Szolnok[19]

## Képtár

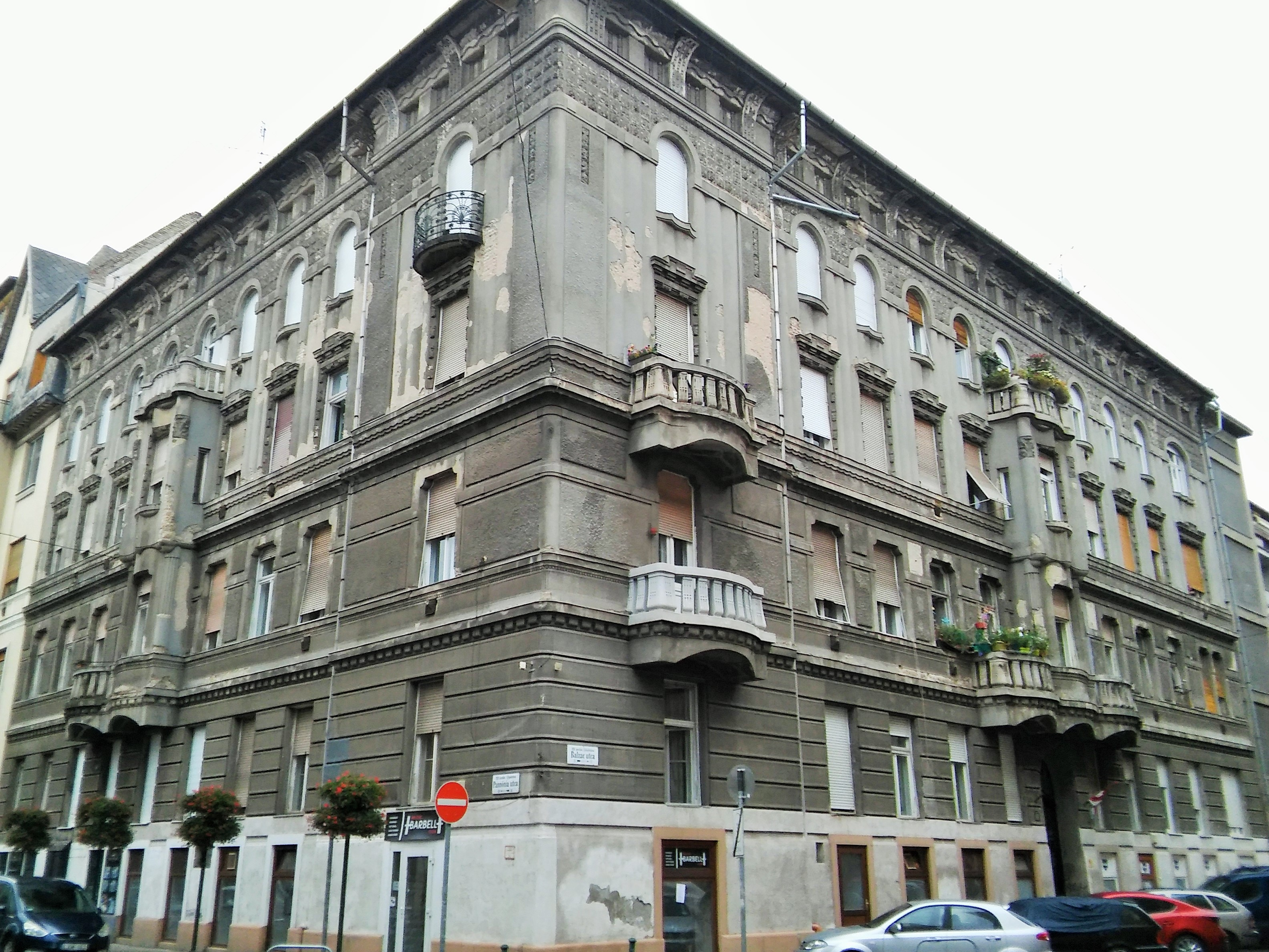
Pannónia u. 31.
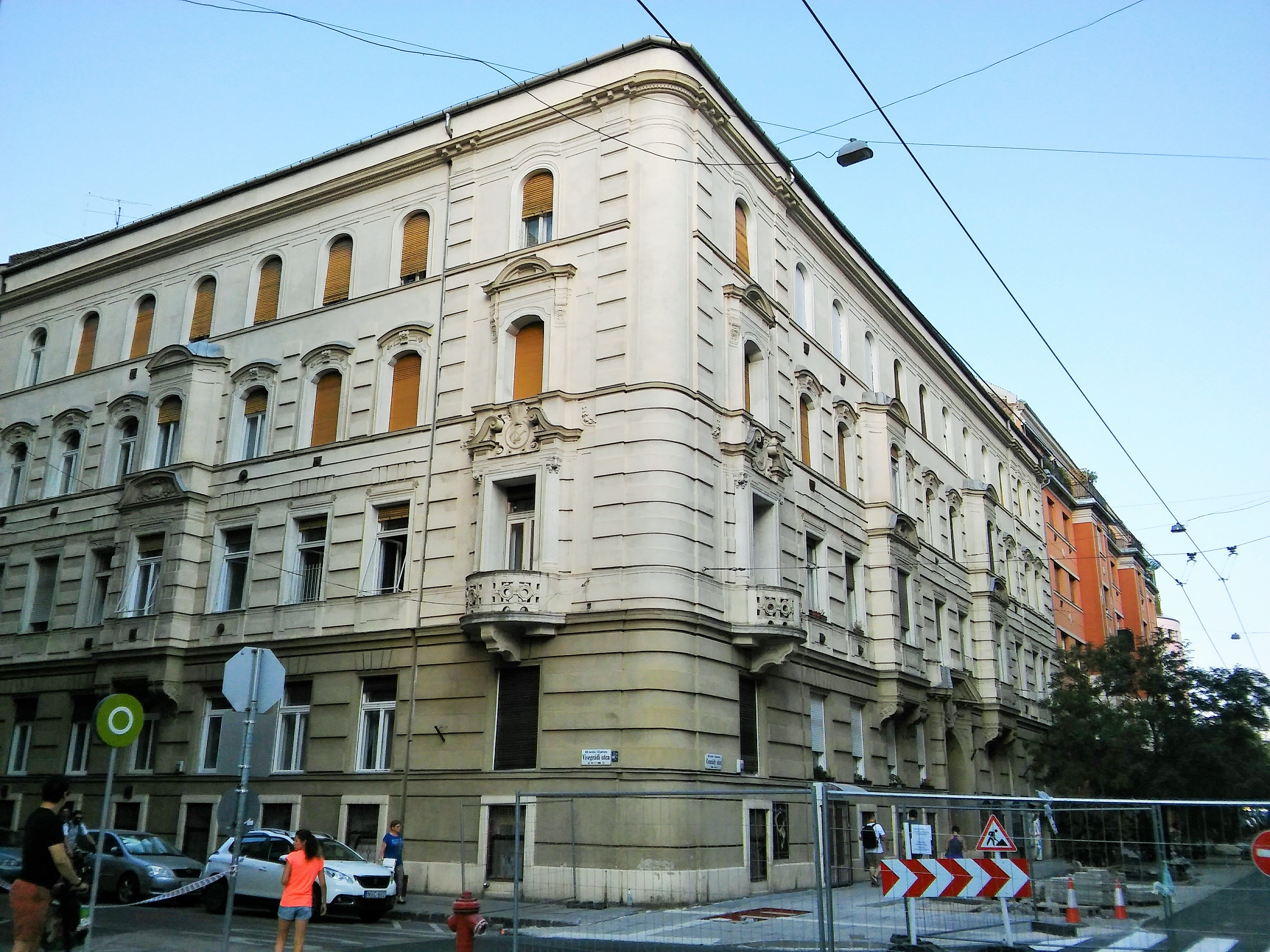
Visegrádi u. 37.
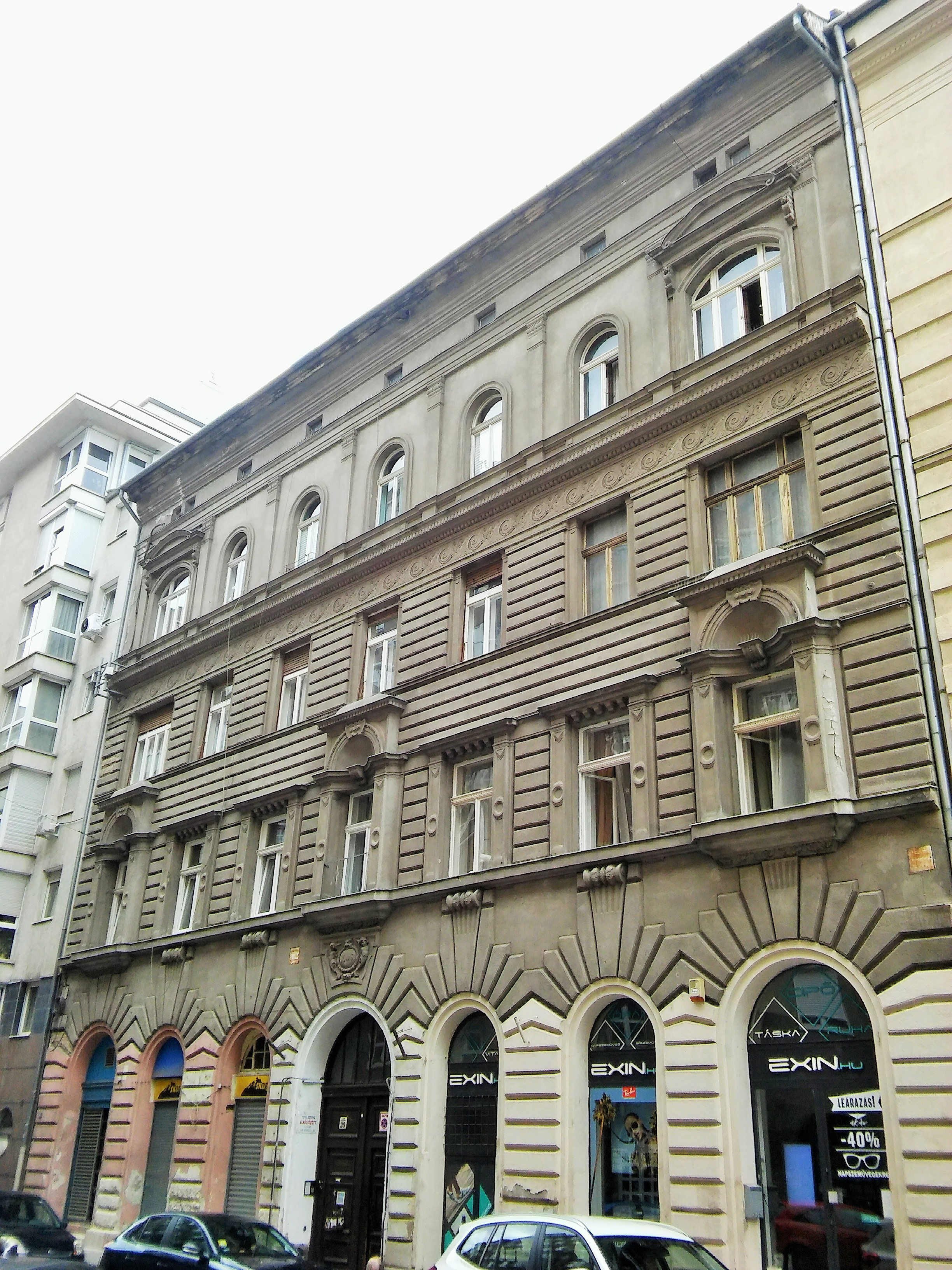
Visegrádi u. 39.